# Friedrich III. (Brandenburg-Bayreuth)

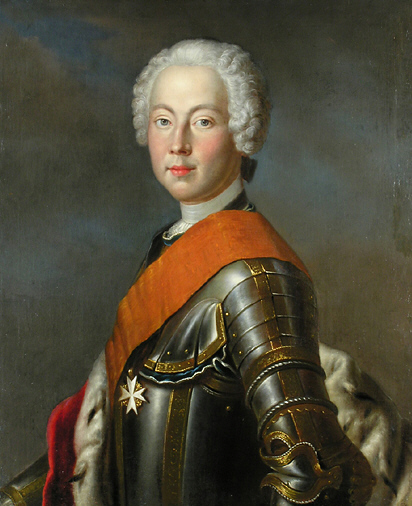
Markgraf Friedrich, Gemälde von Georg Lisiewski

Friedrich III. von Brandenburg-Bayreuth (* 10. Mai 1711 in Weferlingen; † 26. Februar 1763 in Bayreuth) war Markgraf des Fürstentums Bayreuth.
Friedrich gilt als aufgeklärter Fürst. Man nannte ihn zu Bayreuth auch den „Vielgeliebten“, da er auch beim einfachen Volk, mit den Maßstäben seiner Zeit gemessen, recht beliebt war. Von seiner Residenz in Bayreuth aus und vor allem unterstützt von seiner ersten Frau Friederike Sophie Wilhelmine von Preußen förderte er Wissenschaft und Kunst. Dem Markgrafen ist als Gründer der Erlanger Universität, der heutigen Friedrich-Alexander-Universität Erlangen-Nürnberg, der Namensbestandteil Friedrich gewidmet.
Aufgrund des fehlenden männlichen Erben wurde Friedrichs Onkel Friedrich Christian sein Nachfolger.

## Leben

### Herkunft und Studienjahre
Friedrich stammte aus der Verbindung des Markgrafen Georg Friedrich Karl mit Dorothea, Tochter von Friedrich Ludwig von Schleswig-Holstein-Sonderburg-Beck und damit aus einer Nebenlinie der fränkischen Hohenzollern in Weferlingen.
Markgraf Friedrich war evangelisch, genoss eine umfassende Erziehung und Ausbildung und studierte acht Jahre an der calvinistisch geprägten Genfer Universität. Genf war zu jener Zeit eine europäische Bildungsmetropole, in die Fürstenhäuser, die der Reformierten Kirche wohlwollend gegenüberstanden, ihre Kinder schickten. Neben Friedrich hielten sich auch seine älteren Onkel Friedrich-Ernst und Friedrich Christian in Genf auf. Der Geist war geprägt von Persönlichkeiten wie Jean-Alphonse Turrettini oder Jean-Jacques Rousseau. Die Erziehung Friedrichs lag in den Händen des Hofmeisters Johann Georg Erckert, später war es Friedrich Carl Freiherr Voit von Salzburg. Früh schloss sich Friedrich den Freimaurern an.

Plan des Schlosses Versailles 1746

Am 21. November 1730 brach er zu einer Bildungsreise auf, die ihn über Lyon nach Paris führte. Er reiste mit wenigen Personen Gefolge in einer Kutsche, begleitet von Reitern. Diese Reise ist durch eine erhaltene Reisekostenabrechnung sehr detailliert bei Müssel beschrieben. Auf der von seinem Hofmeister vorbereiteten Route konnte Friedrich künstlerische wie technische Errungenschaften kennenlernen und einen Eindruck von der französischen Kultur und der standesgemäßen Lebensart gewinnen. Friedrich widmete sich dem Erlernen der französischen Sprache und vervollkommnete sich im Flötenspiel, das er in der Heimat erlernt hatte. In Paris hatte er Flötenunterricht bei Michel Blavet, nahm an Theateraufführungen teil, besuchte zahlreiche Baudenkmäler und lernte verschiedene Kunsthandwerke kennen.
Der dänische Botschafter führte ihn als einen Neffen der dänischen Königin Sophie Magdalene in die Pariser Gesellschaft ein. In Versailles erweckten die Parklandschaften und die Wasserspiele sein Interesse. Sie dienten später als Vorbilder bei der Erweiterung der Bayreuther Eremitage. Seine Reise führte durch weitere Städte, in denen auch militärische Anlagen besichtigt wurden, in die Österreichischen Niederlande und die Nördlichen Niederlande. In Amsterdam nahm er an Gottesdiensten verschiedener Konfessionen und Religionen teil. Auf der Rückreise machte er Station in Düsseldorf und Frankfurt am Main. Eine Unterredung mit dem preußischen Legationsrat Luiscius fand wahrscheinlich bereits vorbereitend für die Verlobung mit Wilhelmine von Preußen statt. Am 18. Mai 1731 erreichte er, vermutlich erstmals in seinem Leben, seine künftige Residenz in Bayreuth.

### Regierungsgeschäfte und Militär

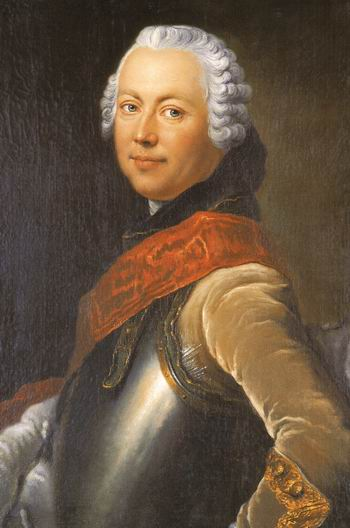
Markgraf Friedrich, unbekannter Maler

Friedrich von Brandenburg-Bayreuth folgte seinem Vater Georg Friedrich Karl nach dessen Tod am 17. Mai 1735 nach. Er war jedoch hoffnungslos überfordert von seinen Aufgaben als Souverän, hatten sich doch der Vater und dessen Minister stets bemüht, ihn von allen Regierungsangelegenheiten fernzuhalten – aus Sorge, Wilhelmine, die starke Persönlichkeit, könnte den schwachen und labilen Friedrich in ihrem Sinne und zum Nutzen von Preußen beeinflussen. Widerstandslos beugte er sich nun seinen Beratern und Wilhelmines Argumente prallten von ihm ab. Schließlich gelang es seiner Frau aber doch, Einfluss zu nehmen und ein junger Sekretär, Philipp Elrodt, wurde mit den finanziellen Geschäften beauftragt. Dieser stieg bald zum Ersten Minister auf, entwirrte er doch das Dickicht von Korruptheit und Klüngelei unter Ministern und Beamten, entdeckte Mängel der Finanzgebarung, trieb alte Schulden ein und erschloss neue Einnahmequellen. Endlich wurde auch die Apanage von Wilhelmine erhöht und von ihrem Mann erhielt sie das Lustschlösschen Eremitage geschenkt.

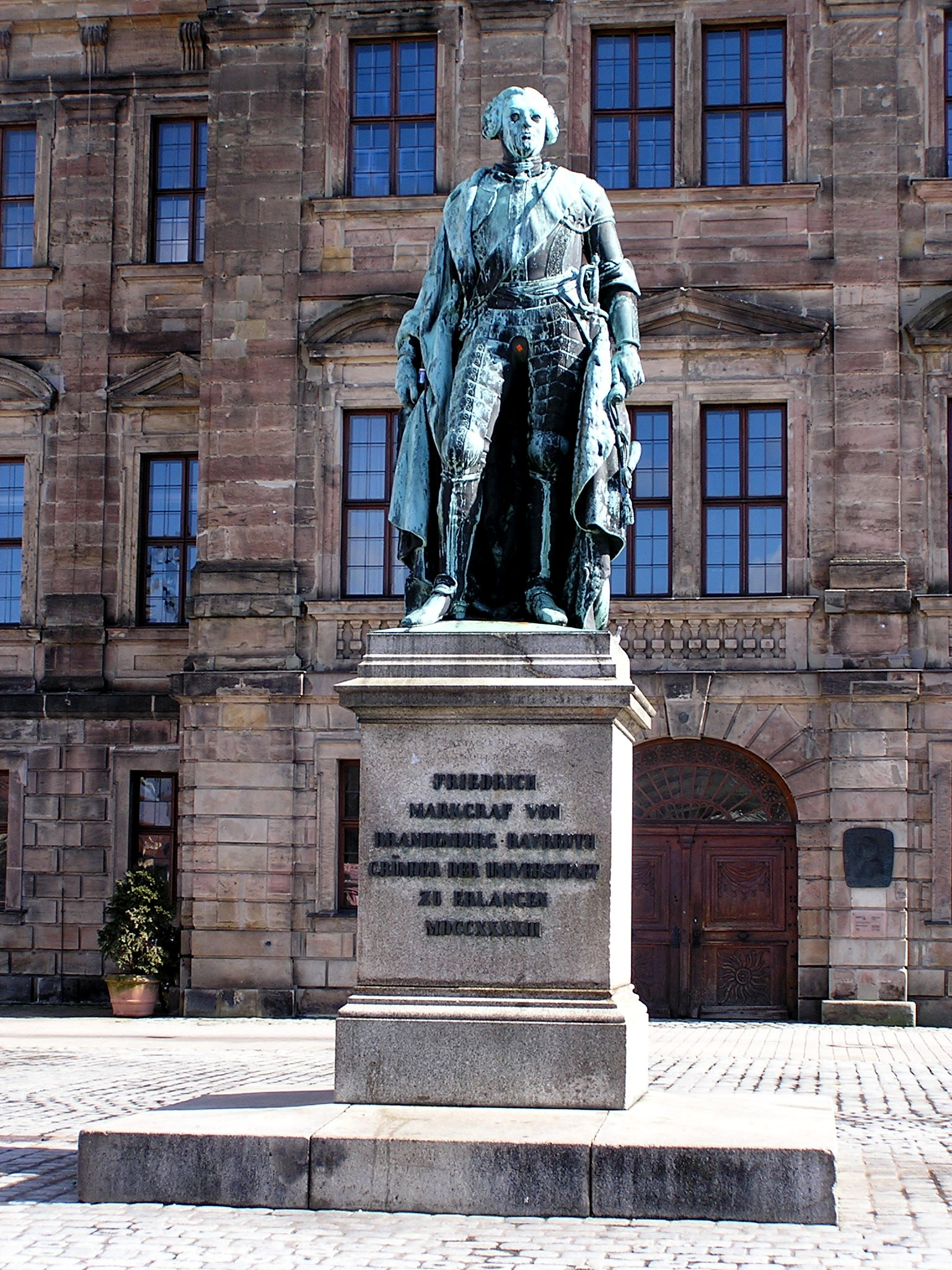
Denkmal des Markgrafen Friedrich in Erlangen von 1843

Der sehr gebildete Markgraf zeigte sein Verständnis für Kunst und Wissenschaft unter anderem durch die Gründung der markgräflichen Landesuniversität in Bayreuth im Jahr 1742, die ein Jahr später, 1743, nach Erlangen verlegt wurde. Er gründete 1756 die Bayreuther Kunstakademie und ließ von 1744 bis 1748 in Bayreuth das Markgräfliche Opernhaus als reich ausgestattetes Barocktheater errichten. Unter seiner Regentschaft entstanden zahlreiche weitere repräsentative Bauten und Anlagen: die Umgestaltung und Erweiterung der Eremitage mit dem Bau des neuen Eremitage-Schlosses mit Sonnentempel (1749–1753) und das neue Stadtschloss mit Hofgarten (1754 ff.), nachdem das Alte Schloss ausgebrannt war. Das Neue Schloss wurde nach dem Tod seiner ersten Frau um den sogenannten Italienischen Bau erweitert.
Markgraf Friedrich erfüllte auch militärische Aufgaben. Von seinem Schwiegervater, dem König Preußens Friedrich Wilhelm I., erhielt er das Dragonerregiment „Schulenburg“ schon während der Verlobungszeit mit Wilhelmine übertragen. Das in Pasewalk (Uckermark) stationierte altpreußische Regiment wurde seitdem als „Bayreuth-Dragoner“ bezeichnet. Prinz Friedrich inspizierte seine Truppe mehrmals. Nachdem er die Regierung in Bayreuth angetreten hatte, konnte er sich nicht mehr um sein Regiment kümmern. Das tatsächliche Kommando führte ein preußischer Oberst. Die „Bayreuth-Dragoner“ kamen nicht aus Bayreuth, wie mitunter zu lesen ist. Das Regiment kämpfte erfolgreich in den Kriegen König Friedrichs II.; es erscheint im Text zum Hohenfriedberger Marsch als „Auf, Ansbach-Dragoner! Auf, Ansbach-Bayreuth!“
Später war Friedrich Generalfeldmarschall des Fränkischen Kreises und Chef des fränkischen Kreis-Kürassierregiments und darum bemüht, sein Land aus den kriegerischen Auseinandersetzungen zwischen Österreich und Preußen herauszuhalten, was ihm auch gelang, wenn auch während des Siebenjährigen Krieges nur mit großer Mühe. In seine Regierungszeit fielen auch umfangreiche Vermittlungsversuche, hauptsächlich durch Wilhelmine veranlasst, den Siebenjährigen Krieg zu beenden.

### Ehen und Nachkommen

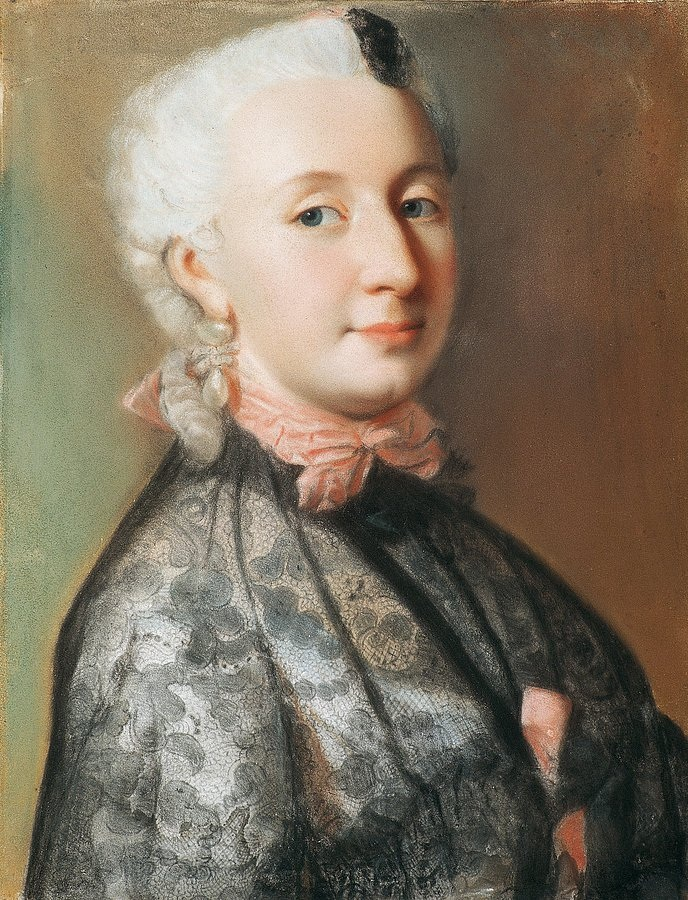
Friederike Sophie Wilhelmine von Preußen (1709–1758)
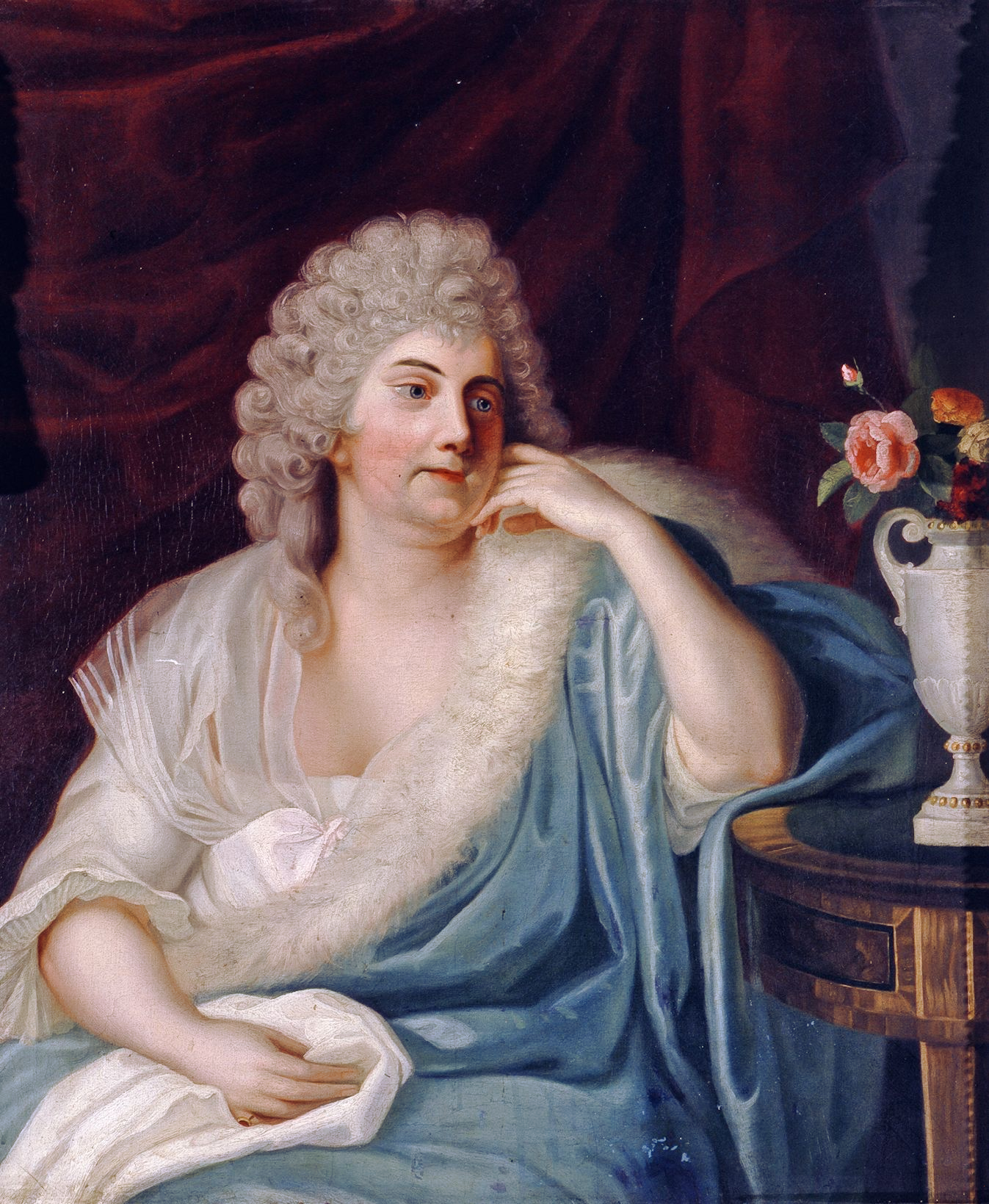
Sophie Caroline Marie von Braunschweig-Wolfenbüttel (1737–1817)

Am 23. Mai 1731 reiste Friedrich über Hof und Leipzig nach Potsdam, wo er am 28. Mai eintraf. Der preußische König Friedrich Wilhelm I. und Königin Sophie Dorothea trafen Vorbereitungen, ihre älteste Tochter Wilhelmine zu verheiraten. Politische Erwägungen spielten dabei eine große Rolle und neben Friedrich standen noch andere Kandidaten zur Auswahl. Schon seit Kindertagen war der Prince of Wales Friedrich Ludwig von Hannover Verlobter der Prinzessin. Doch 1730, nach dem Fluchtversuch und Prozess gegen den preußischen Kronprinzen Friedrich (Kronprinzenprozess), an dem Wilhelmine in bis heute nicht geklärter Weise beteiligt war, sprach der Vater Friedrich Wilhelm I. ein Machtwort und die „englische Heirat“ wurde ad acta gelegt. Für Friedrich als Heiratskandidat sprach vor allen Dingen, dass mit dieser Heirat sein Land näher an Brandenburg-Preußen angebunden werden konnte. Die Verlobung fand am 3. Juni 1731 statt, die Hochzeit, der etliche Verhandlungen zwischen den beiden Staaten vorausgegangen waren, am 20. November im Berliner Schloss.

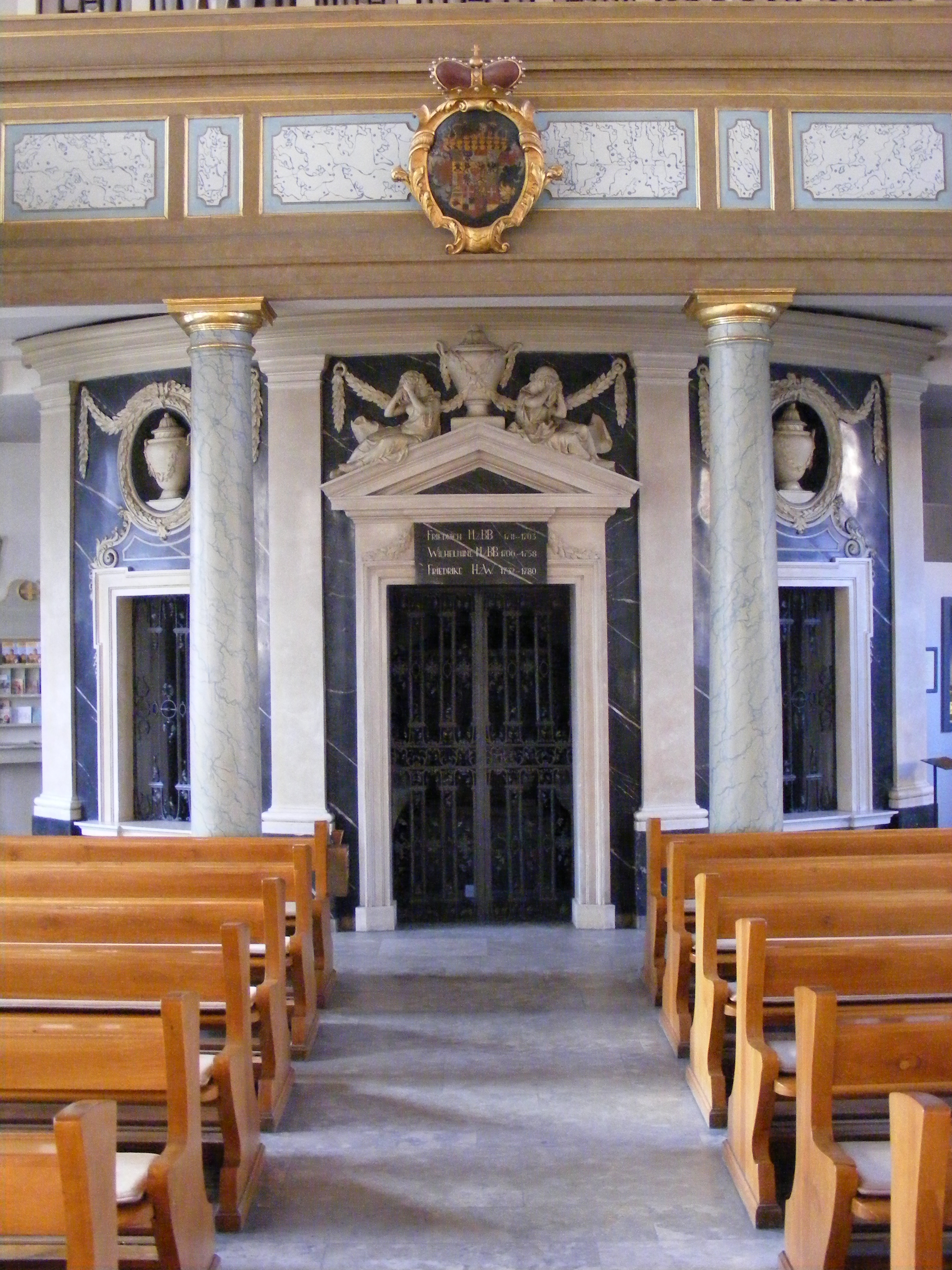
Gruftgehäuse Friedrichs, Wilhelmines und beider Tochter Friederike in der Schlosskirche Bayreuth

Wilhelmines Schilderung der Persönlichkeit ihres Gatten fiel positiv aus:

„Er ist fröhlich und angenehm in der Unterhaltung, obwohl er eine Mühe hat, sich verständlich zu machen, weil er nuschelt. Er hat eine leichte Auffassungsgabe und einen durchdringenden Verstand. Seine Herzensgüte verschafft ihm Zugang aller, die ihn näher kennen. Er ist großmütig hilfsbereit, mitfühlend, höflich, zuvorkommend, immer gut gelaunt, kurz, er besitzt alle Tugenden ohne jedes Laster. Die einzige Schwäche, die ich an ihm gefunden habe, ist ein wenig Leichtsinn.“

Den ersten Eindruck schildert Wilhelmine 1731 so:

„Dieser Fürst ist groß und von schönem Wuchs; er sieht vornehm aus; seine Züge sind weder regelmässig noch schön, jedoch seine offene, einnehmende und sympathische Physionomie entschädigt ihn für mangelnde Schönheit. Er schien sehr lebhaft, schlagfertig und keineswegs schüchtern.“

Aus dieser Ehe ging die Tochter Elisabeth Friederike Sophie von Brandenburg-Bayreuth als einziges Kind hervor, die ihrerseits eine im Kleinkindalter verstorbene Tochter hatte.
Ende der 1730er begann es in der Ehe zu kriseln. Markgraf Friedrich erwählte Wilhelmine Dorothee von der Marwitz (* April 1718 in Berlin; † 16. Januar 1787) zu seiner Favoritin, diese war lange Zeit Mündel und Hofdame von Wilhelmine gewesen.
Nach dem Tod Wilhelmines 1758 und mitten im Siebenjährigen Krieg heiratete Friedrich am 20. September 1759 in der ehemaligen Residenzstadt Wolfenbüttel Sophie Caroline Marie von Braunschweig-Wolfenbüttel (1737–1817), Tochter von Karl I. und Philippine Charlotte von Preußen und Nichte seiner ersten Frau. Diese Ehe blieb kinderlos.

## Bildergalerie

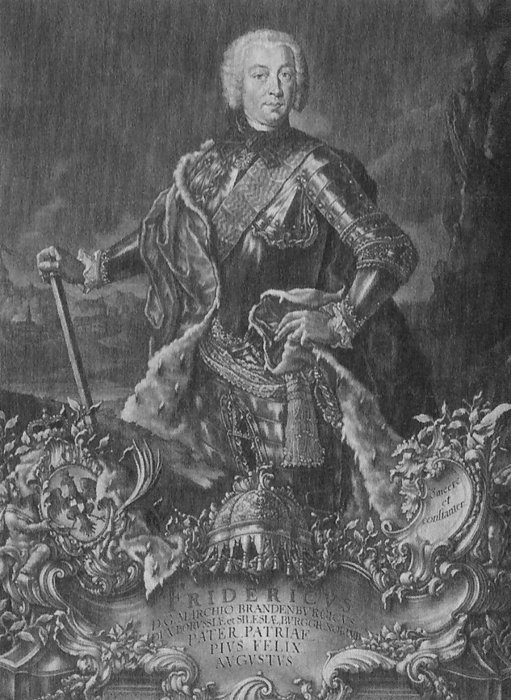
Schabkunstblatt von Gottfried Eichler dem Jüngeren, 1744
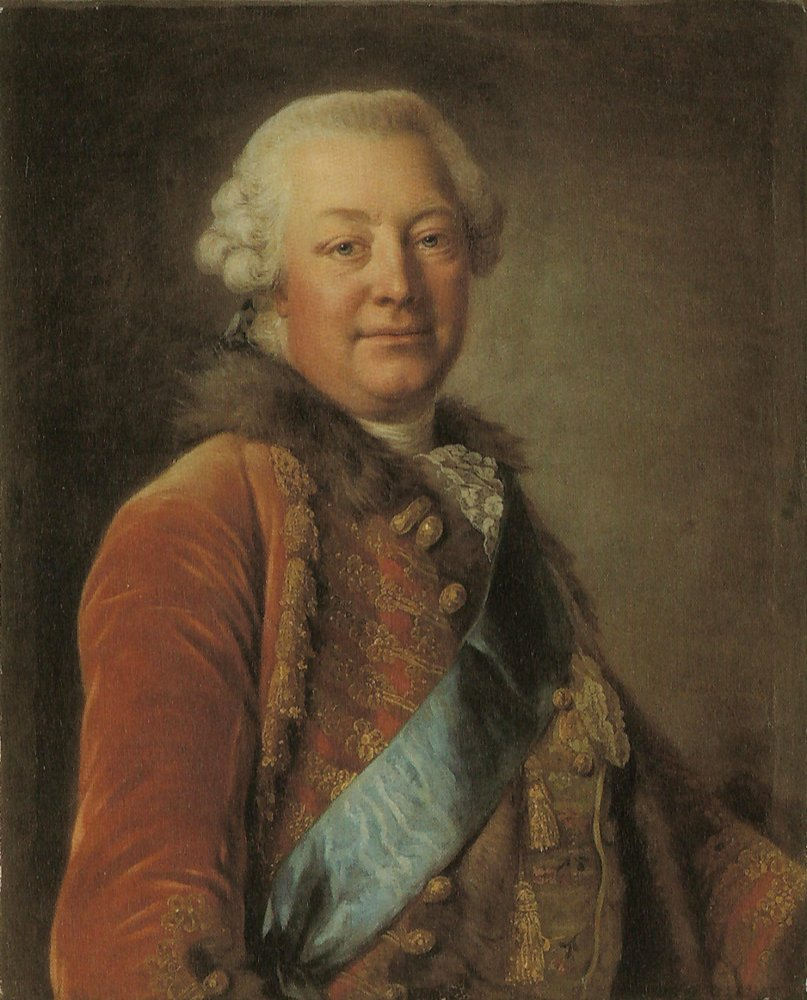
Porträt eines unbekannten Malers, um 1750
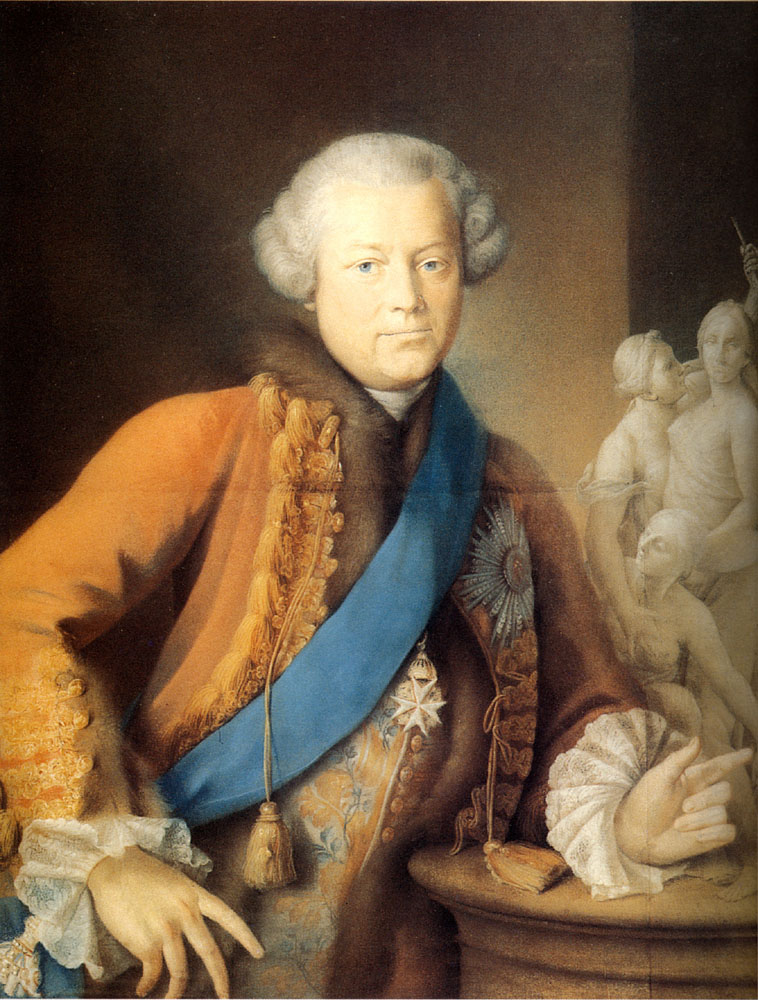
Gemälde von Francesco Pavona, 1759
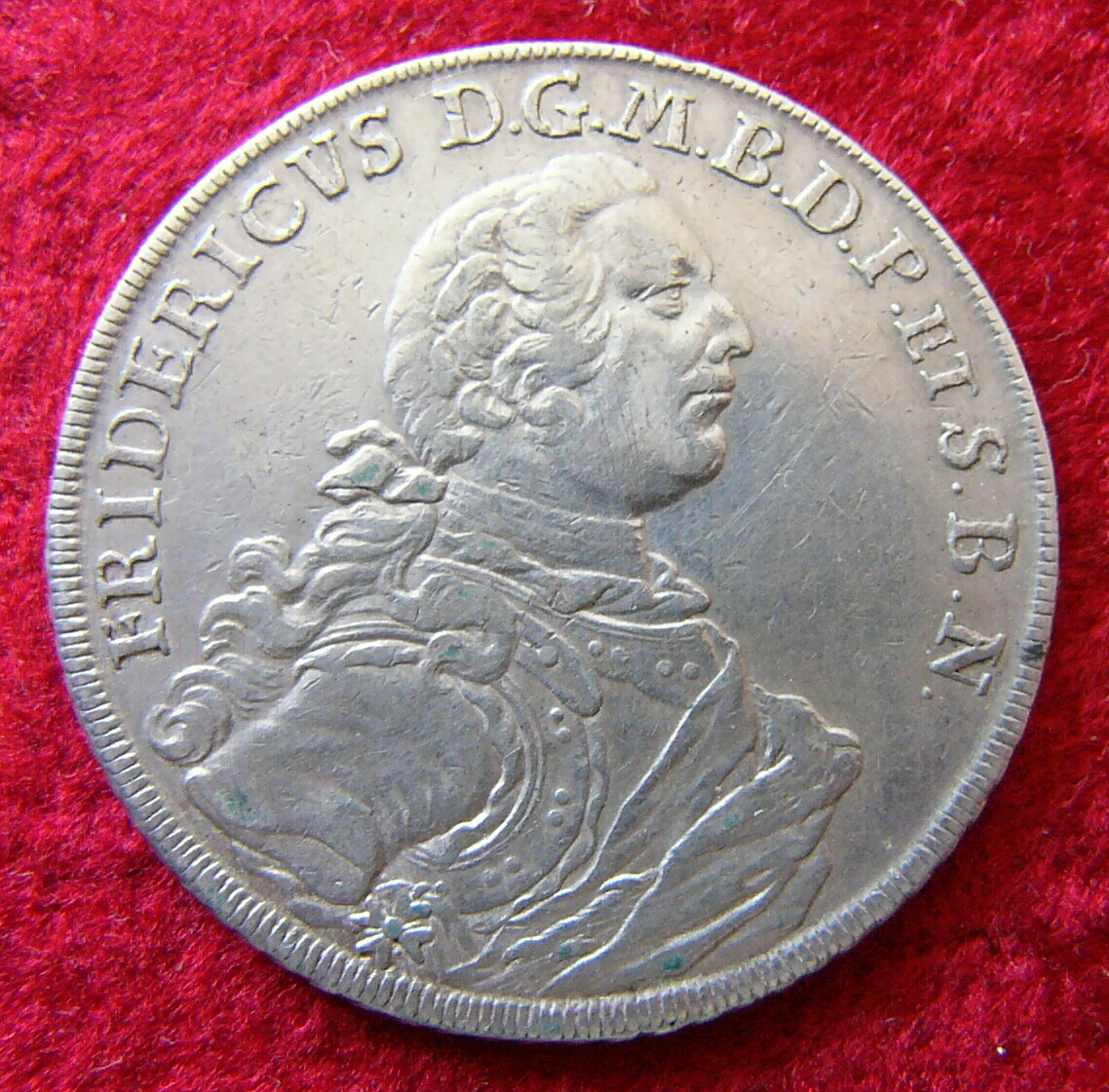
Reichstaler von 1752
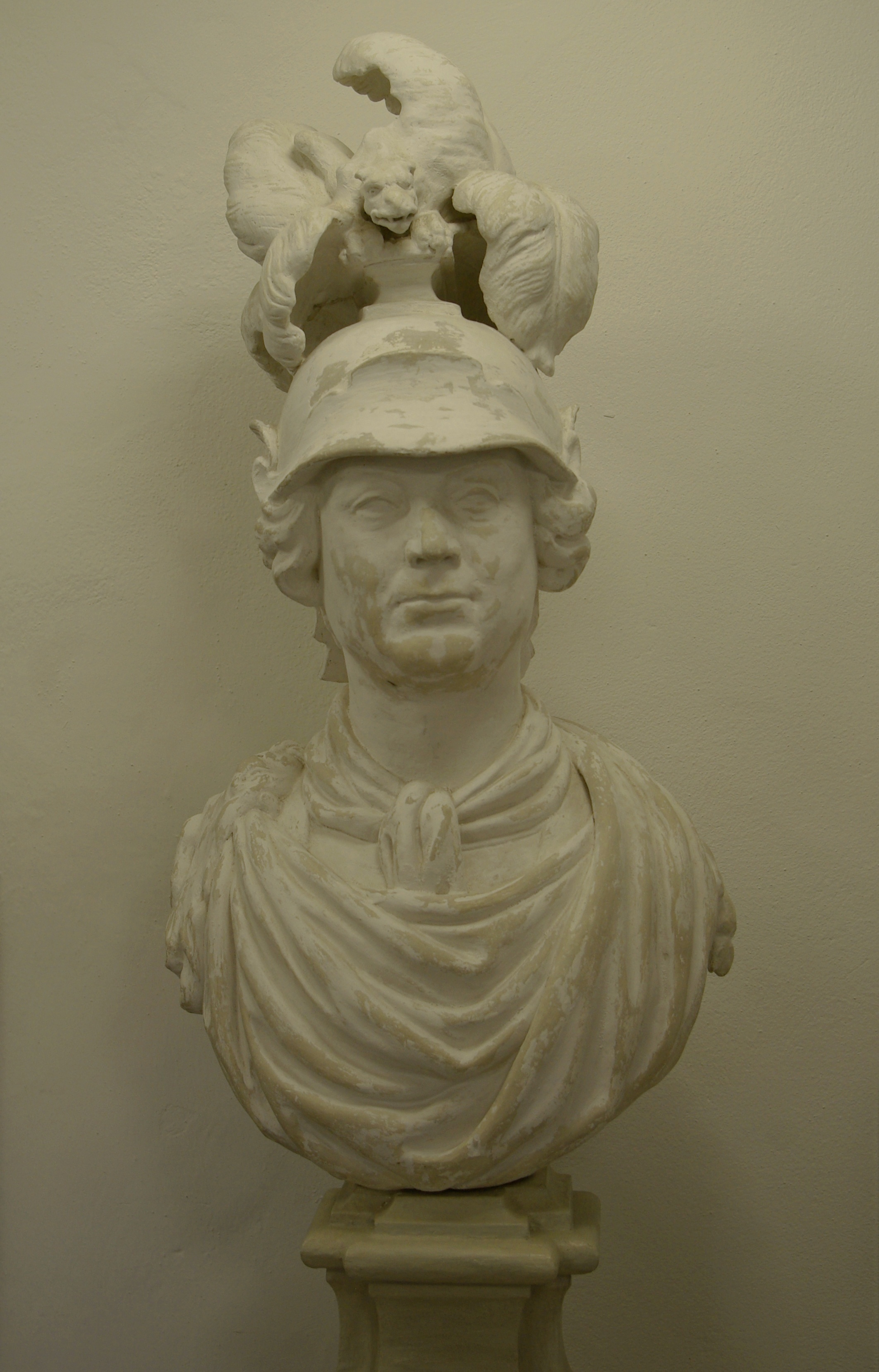
Giovanni Battista Pedrozzi: Büste Friedrichs III., Burg Zwernitz

## Sonstiges
Ende September 2019 brachte der mittelfränkische Spielwarenhersteller Playmobil eine Figur Friedrichs III. heraus, die von der Universität Erlangen-Nürnberg vorgestellt wurde und verkauft wird.